# برايان دافيسون (سياسي)
برايان دافيسون (بالإنجليزية: Brian Davison)‏ هو لاعب كريكت وسياسي زيمبابوي وأسترالي (وحمل سابقاً جنسية رودسيا)، ولد في 21 ديسمبر 1946 في بولاوايو في زيمبابوي. انتخب عضو مجلس نواب تسمانيا عن دائرة Division of Franklin (state) ‏ (7 أغسطس 1990 – 24 فبراير 1996).

## وصلات خارجية
- برايان دافيسون على موقع إي آس بي آن كريك إنفو (الإنجليزية)